# Битва при Кастельон-де-Ампурьяс
Битва при Кастельон-де-Ампурьяс (также известная как Битва при Кастельоне) была засадой испанских войск против французского отряда под командованием генерала Оноре Шарля Рея во время Пиренейской войны, являющейся частью наполеоновских войн.

## Предыстория
После того как 17 декабря 1808 года 7-й корпус наполеоновской армии под командованием генерала Лорана Гувиона де Сен-Сира снял блокаду Барселоны, французы снова атаковали испанские войска, которые перегруппировались на линии реки Льобрегат, и испанцы потерпели поражение в битве при Молинс-де-Рей.
Генералу Луису Ребольедо де Палафокс-и-Мельчи, маркизу Лазану, который следовал за французами до Остальрика, было приказано вернуться в Жирону, всё ещё находящуюся в руках испанцев, и он, зная, что в районе Эмпорды войска врага малочисленны, решил напасть на город Кастельон, где был только один батальон генерала Оноре-Шарля де Рея с 200 или 300 человек, а затем атаковать Росас.

## Битва
Маркиз Лазан покинул Жирону 27 декабря со своим войском и частью гарнизона, собрал подкрепление на правом берегу реки Флувии и установил свою штаб-квартиру в Ла-Арментере. Поскольку плохие дороги не давали напасть ночью, он нанёс удар рано утром 28 декабря, заставив французов уйти с горного хребта и отступить в сторону Росаса и Фигераса. Однако касадоры Хуана Пау Клароса, составлявшие авангард дивизии генерала Мариано Альвареса де Кастро, окружили их во время отступления и заблокировать им проход. Попавшие в ловушку французы потерпели поражение, и только 80 человек сумели бежать, а 90 попали в плен. 1 января Лазан занял Кастельон.
Когда Оноре Шарль де Рей, находящийся в Фигерасе, узнал на следующий день о поражении своих солдат, он выступил против испанцев с 4 тыс. пехотинцев, 150 кавалеристов, 4 орудиями и двумя гаубицами, чтобы отрезать их от Жироны. Несмотря на быстроту, Рей не смог застать испанцев врасплох, и Лазан уже ждал со своими солдатами, хорошо укрепившимися в Кастельоне. Через шесть часов, когда все его атаки были отбиты, Рей решил больше не рисковать и отступил к Фигерасу, а Лазан вернулся в Жирону.

## Итог
6 мая 1809 года французская армия под предводительством генерала Лорана Гувиона Сен-Сира начала осаду Жироны, и 11 сентября она наконец была захвачена.

## Память
Фердинанд VII учредил памятную медаль, которой награждались участники битвы.